# Estación de Celerina
La estación de Celerina es una estación ferroviaria en la comuna suiza de Celerina/Schlarigna, en el cantón de los Grisones. En esta estación se detienen trenes cada media hora por sentido. Otra estación, Celerina Staz, está situada aproximadamente a 700 m al sur.

## Servicios
| << cabecera         | < estación          | línea | estación > | cabecera >> |
| ------------------- | ------------------- | ----- | ---------- | ----------- |
| terminal St. Moritz | terminal St. Moritz | IR    | Samedan    | Chur        |
| terminal St. Moritz | terminal St. Moritz | R     | Samedan    | Chur        |
| terminal St. Moritz | terminal St. Moritz | RE    | Samedan    | Landquart   |